# ダヴェッド統監
ダヴェッド統監（ダヴェッドとうかん、英語: Lord Lieutenant of Dyfed）は、イギリスの官職。統監の1つで、ダヴェッドを担当する。1972年地方行政法でイングランドおよびウェールズの地方自治体再編が行われ、同法第218(1)条によりグレーター・ロンドンおよび各都市・非都市カウンティに統監が1人ずつ任命されることとなった。同法でカーディガンシャー、カーマーゼンシャー、ペンブルックシャーがダヴェッドに統合されたため、1974年の同法施行とともにダヴェッド統監が任命された。

## 一覧
- 1974年4月1日 – 1979年：リチャード・ハンニング・フィリップス閣下[3]
  - ペンブルックシャー統監（英語版）より続投[2]
- 1979年2月15日 – 2002年：デイヴィッド・コートネイ・マンセル・ルイス（のち騎士爵）[3]
- 2002年12月16日 – 2006年11月5日：アバラヴァンのモーリス男爵ジョン・モーリス（英語版）[3][4]
- 2006年12月8日 – 2016年2月7日：ロビン・ウィリアム・ルイス閣下[4][5]
- 2016年2月7日 – ：サラ・イリナ・エドワーズ（英語版）[5]